# Râul Tana, Kenya
Râul Tana este cel mai lung curs de apă din Kenya. Ivzorăște din Munții Aberdare, la vest de Nyeri. Inițial curge spre est înainte de ocoli masivul Kenya pe la sud. Cursul de apă traversează apoi lacurile Masinga și Kiambere, create de barajul Kindaruma.
 Dincolo de baraj, râul urmează o direcție nordică și formează limita dintre rezervațiile Meru, North Kitui și Bisandi pe de-o parte, Kora și Rabole pe de alta. În rezervații, cursul râului se curbează spre est, apoi sud-est. Trece prin orașele Garissa, Hola și Garsen, înainte de vărsarea în Oceanul Indian, prin Golful Ungwana. Unul dintre afluenții Tanei este Thika.